# Nikara plusiodes
Nikara plusiodes là một loài bướm đêm trong họ Noctuidae.